# Jenette Kahn
Pour les articles homonymes, voir Kahn.
Jenette Kahn (née le 16 mai 1947), est une éditrice américaine de comics. Elle a notamment travaillé pour DC comics, division de Warner Bros, en tant qu'éditrice puis présidente.

## Biographie
Jenette Kahn est née en 1947 et effectue ses études au Radcliffe College. Après ses études, elle travaille sur plusieurs magazines pour enfants Kids, Smash et Dynamite. En 1976, elle est engagée chez DC comics en tant qu'éditrice. Cinq ans plus tard, elle devient la première femme et la plus jeune personne à devenir présidente d'une division de Warner Bros,  Elle est également à l'époque l'une des rares femmes dans le milieu des comics. En 2002, elle quitte DC et Paul Levitz la remplace. Elle se consacre à d'autres projets, notamment la production du film Gran Torino de Clint Eastwood.

## Récompenses
Elle a reçu le prix Living Legend de la bibliothèque du Congrès en 2000 pour ses contributions à l'héritage culturel américain, notamment grâce aux personnages de Batman, Superman et Wonder Woman.
Elle a aussi reçu le prix Inkpot à la Comic-Con 2010, et a été inscrite en 2019 au Temple de la renommée Will Eisner, pour l'ensemble de sa carrière, par les électeurs des prix Eisner.